# Ophiopallas paradoxa
Ophiopallas paradoxa är en ormstjärneart som beskrevs av Jean Baptiste François René Koehler 1904. Ophiopallas paradoxa ingår i släktet Ophiopallas och familjen fransormstjärnor. Utöver nominatformen finns också underarten O. p. altera.